# The Box Set
The Box Set è una raccolta costituita da cinque album (raccolti a loro volta in una scatola) del gruppo hard rock statunitense Kiss. Contiene i migliori brani pubblicati dal complesso dall'inizio della carriera (nel 1973) fino al 1999.
All'interno della raccolta sono presenti anche alcune demo di brani inediti, tra cui alcune registrate da Paul Stanley e Gene Simmons alla fine degli anni sessanta ed altre dei Wicked Lester, gruppi dalle cui ceneri nacquero i Kiss.
La raccolta è stata premiata il 18 dicembre 2001 con il disco d'oro avendo venduto 100,000 copie.

## Tracce

### Disc 1: 1966-1975
1. Strutter (demo) - 4:59
2. Deuce (demo) - 3:26
3. Keep Me Waiting (Wicked Lester) - 3:26
4. She (Wicked Lester) - 3:07
5. Love Her All I Can (Wicked Lester) - 2:41
6. Let Me Know (demo) - 3:37
7. 100,000 Years (demo) - 5:54
8. Stop, Look to Listen (demo di Paul Stanley) - 4:02
9. Leeta (demo di Gene Simmons) - 2:28
10. Let Me Go, Rock'n Roll (demo) - 4:05
11. Acrobat (live 1974) - 6:21
12. Firehouse (demo) - 4:37
13. Nothin' to Lose
14. Black Diamond
15. Hotter than Hell
16. Strange Ways
17. Parasite
18. Goin' Blind
19. Anything for My Baby
20. Ladies in Waiting
21. Rock and Roll All Nite

### Disc 2: 1975-1977
1. C'mon and Love Me (versione dell'album Alive!)
2. Rock Bottom (versione dell'album Alive!)
3. Cold Gin (versione dell'album Alive!)
4. Watchin' You (versione dell'album Alive!)
5. Doncha Hesitate (demo)
6. Mad Dog (demo)
7. God of Thunder (demo)
8. Great Expectations
9. Beth
10. Do You Love Me?
11. Bad, Bad Lovin' (Demo)
12. Calling Dr. Love
13. Mr. Speed (demo)
14. Christine Sixteen
15. Hard Luck Woman
16. Shock Me
17. I Stole Your Love
18. I Want You (soundcheck)
19. Love Gun (demo)
20. Love Is Blind (demo)

### Disc 3: 1976-1982
1. Detroit Rock City (edit)
2. King of the Night Time World (versione dell'album Alive II)
3. Larger Than Life
4. Rocket Ride
5. Tonight You Belong to Me
6. New York Groove
7. Radioactive (demo)
8. Don't You Let Me Down
9. I Was Made for Lovin' You
10. Sure Know Something
11. Shandi
12. You're All That I Want, You're All That I Need (demo)
13. Talk to Me (live)
14. A World Without Heroes
15. The Oath
16. Nowhere to Run (1989 remix)
17. Creatures of the Night (1985 remix)
18. War Machine
19. I Love It Loud

### Disc 4: 1983-1989
1. Lick It Up
2. All Hell's Breakin' Loose
3. Heaven's on Fire
4. Get All You Can Take
5. Thrills in the Night
6. Tears Are Falling
7. Uh! All Night
8. Time Traveller (demo)
9. Hell or High Water
10. Crazy Crazy Nights
11. Reason to Live
12. Let's Put the X in Sex
13. Hide Your Heart
14. Ain't That Peculiar (demo del brano Little Caesar)
15. Silver Spoon
16. Forever (Remix)

### Disc 5: 1992-1999
1. God Gave Rock 'N Roll to You II
2. Unholy (edit)
3. Domino (demo del 1991)
4. Every Time I Look at You
5. Comin' Home (versione dell'album Kiss Unplugged)
6. Got to Choose (versione dell'album Kiss Unplugged)
7. I Still Love You (versione dell'album Kiss Unplugged)
8. Nothin' to Lose (versione dell'album Kiss Unplugged)
9. Childhood's End
10. I Will Be There
11. Psycho Circus (edit)
12. Into the Void
13. Within (edit)
14. I Pledge Allegiance to the State of Rock & Roll
15. Nothing Can Keep Me from You (dalla colonna sonora del film Detroit Rock City)
16. It's My Life (versione originale)
17. Shout It Out Loud (versione live estratta dall'album Greatest Kiss)
18. Rock and Roll All Nite (live)

## Musicisti

### Formazione originale
- Gene Simmons - basso (dal 1974)
- Paul Stanley - chitarra ritmica (dal 1974)
- Ace Frehley - chitarra solista (dal 1974 al 1982, comparsa nel 1995 e dal 1998)
- Peter Criss - batteria (dal 1974 al 1980, comparsa nel 1995 e dal 1998)

### Altri musicisti
- Vinnie Vincent - chitarra solista (collaboratore nel 1982 ed in formazione nel 1983)
- Mark St. John - chitarra solista (nel 1984)
- Bruce Kulick - chitarra solista (dal 1985 al 1997)
- Eric Carr - batteria (dal 1981 al 1991)
- Eric Singer - batteria (tra il 1990 ed il 1991, dal 1992 al 1997)

### Collaboratori
- Bruce Foster - pianoforte (nel 1974)
- Dick Wagner - chitarra acustica, chitarra solista (nel 1976)
- Harlem Boys Choir - cori (nel 1976)
- David e Josh Ezrin - voci recitanti (nel 1976)
- Bob Ezrin - voce recitante nella prima traccia e basso (nel 1976 e nel 1981)
- Bob Kulick - chitarra solista (nel 1977)
- Anton Fig - batteria (nel 1979 e nel 1980)
- Vini Poncia - coro, tastiere e percussioni (nel 1979 e nel 1980)
- Tom Harper - basso (nel 1980)
- Holly Knight - tastiere (nel 1980)
- Lou Reed - (nel 1981)
- Tony Powers - tastiere (nel 1981)
- Allan Schwartzberg - batteria (nel 1981)
- Orchestra sinfonica - nel 1981